# René-André Gérin
René-André Gérin, francoski general, * 1881, † 1946.